# 松本勇輝
松本 勇輝（まつもと ゆうき、2003年12月10日 - ）は、日本のアイドルであり、7人組男性アイドルグループ「THE SUPER FRUIT」のメンバーである。
千葉県出身。つばさ男子プロダクション所属。

## 来歴
2021年12月、つばさレコーズ発の芸能事務所・つばさ男子プロダクションが結成した男性アイドルグループ「THE SUPER FRUIT」のメンバーとなる。
2023年11月、舞台『おそ松さん on STAGE 〜SIX MEN'S SHOW TIME〜 2nd SEASON』で初舞台を踏み、俳優デビューを果たす。

## 人物
- 好きな飲み物：抹茶（元茶道部）、コーラ[4]
- 好きな揚げ物：唐揚げ[4]
- 言動がギャルっぽいことから、ファンからは「ギャル」と呼ばれている[5]。

## 出演

### テレビドラマ
- ノンレムの窓 2023 夏 第2話「推してもいいデスか?」（2023年7月8日、日本テレビ） - ビーツ流星 役[6]

### 舞台
- おそ松さん on STAGE - F6トド松 役[3]
  - おそ松さん on STAGE 〜SIX MEN'S SHOW TIME〜 2nd SEASON（2023年11月23日 - 27日、シアター1010 / 11月30日 - 12月3日、AiiA 2.5 Theater Kobe）[3]
  - おそ松さん on STAGE～SIX MEN'S SHOW TIME～2nd SEASON 2（2026年夏公演予定）[7]

### コンサート
- F6 LIVE「Destination」（2024年7月15日、豊洲PIT）[8]